# Baltaj
Baltaj (in russo Балтай?) è un villaggio dell'oblast' di Saratov, in Russia; è il centro amministrativo del distretto Baltajskij.
Si trova 125 km a nord-est di Saratov.